# Rifiuti Zero

Il simbolo internazionale per i materiali riciclabili (Unicode U+267B)

Con Zero rifiuti o Rifiuti Zero (in inglese Zero Waste) si indica una strategia di gestione dei rifiuti che si propone di riprogettare la vita ciclica dei rifiuti considerati non come scarti ma risorse da riutilizzare come materie prime seconde, contrapponendosi alle pratiche che prevedono necessariamente processi di incenerimento o discarica, e tendendo ad annullare o diminuire sensibilmente la quantità di rifiuti da smaltire. Il processo si basa sul modello di Economia circolare e salvaguardia delle risorse presente in natura.
Tra i suoi maggior teorizzatori vi è il prof. Paul Connett, professore emerito della St. Lawrence University.

## Metodologia
Nell'industria questo processo coinvolge la creazione di attrezzature differenti da quelle utilizzate nella normale produzione capaci di rigenerare prodotti già utilizzati. Un esempio può essere il ciclo di una bottiglia di vetro per il latte. La risorsa iniziale è la sabbia silicica, la quale viene trasformata in vetro e successivamente in una bottiglia. La bottiglia viene riempita di latte e distribuita al consumatore. Al momento, i normali metodi di gestione dei rifiuti dispongono che la bottiglia venga gettata in discarica. Ma con il metodo Rifiuti Zero la bottiglia può essere affittata al momento dell'acquisto tramite un deposito, e viene riportata indietro dopo l'utilizzo. La bottiglia viene quindi lavata, riempita e rivenduta.  Gli unici materiali sprecati sono l'acqua di risciacquo e le risorse di energia e di materiali necessari alla logistica del trasporto dei vuoti.
Rifiuti Zero può rappresentare un'alternativa economica al sistema dei rifiuti tradizionale, dove nuove risorse vengono continuamente utilizzate per rimpiazzare le risorse finite in discarica. Può anche rappresentare un'importante alternativa per l'inquinamento visto che la discarica produce una quantità significativa di inquinamento ambientale.
Schematicamente è possibile riassumere la strategia Rifiuti Zero in tre punti:
1. eliminare incenerimento dei rifiuti e strutturare un sistema di raccolta che aumenti la quantità di materiale differenziabile e ottimizzi la qualità del materiale da riciclare, diminuendo contestualmente la quantità di rifiuti prodotti;
2. incentivare il riuso del materiale riciclato, la riparazione di oggetti e operare scelte di vita che diminuiscano la percentuale di scarti (es. uso di prodotti alla spina);
3. sostenere la progettazione e la produzione di prodotti totalmente riciclabili, riutilizzabili e riparabili (o strategie di riutilizzo come il cosiddetto vuoto a rendere).

## Rifiuti zero in Italia
Il primo comune italiano a aderire alla strategia Rifiuti Zero è stato Capannori, (LU, in Toscana) il 14 giugno 2007 su impulso di Rossano Ercolini, che ha infatti ricevuto nel 2013 il Goldman Prize, il cosiddetto premio nobel per l'ambiente.
Al 14 febbraio 2018 sono 232 i comuni italiani aderenti alla strategia Rifiuti Zero, per un bacino complessivo di 5.904.503 di abitanti.
| Area   | Comune                    | Provincia | ab.    |
| ------ | ------------------------- | --------- | ------ |
| Nord   | Aviano                    | (PN)      | 8890   |
| Nord   | Colorno                   | (PR)      | 8947   |
| Nord   | La Spezia                 | (SP)      | 92189  |
| Nord   | Levanto                   | (SP)      | 5144   |
| Nord   | Portovenere               | (SP)      | 3890   |
| Nord   | Mirabello Monferrato      | (AL)      | 1309   |
| Nord   | Monte San Pietro          | (BO)      | 10693  |
| Nord   | Sasso Marconi             | (BO)      | 14737  |
| Nord   | Vinchio                   | (AT)      | 567    |
| Centro | Anguillara Sabazia        | (Roma)    | 18997  |
| Centro | Borgo a Mozzano           | (LU)      | 6651   |
| Centro | Calcinaia                 | (PI)      | 12735  |
| Centro | Capannori                 | (LU)      | 46272  |
| Centro | Carrara                   | (MS)      | 60309  |
| Centro | Cerveteri                 | (Roma)    | 37251  |
| Centro | Corchiano                 | (VT)      | 3574   |
| Centro | Forte dei Marmi           | (LU)      | 7133   |
| Centro | Massarosa                 | (LU)      | 21820  |
| Centro | Monsano                   | (AN)      | 3305   |
| Centro | Ladispoli                 | (Roma)    | 42034  |
| Centro | Manziana                  | (Roma)    | 7806   |
| Centro | Montignoso                | (MS)      | 9986   |
| Centro | Oriolo Romano             | (VT)      | 3691   |
| Centro | Pietrasanta               | (LU)      | 22955  |
| Centro | Porcari                   | (LU)      | 8760   |
| Centro | Seravezza                 | (LU)      | 12314  |
| Centro | Trevignano Romano         | (Roma)    | 5754   |
| Centro | Umbertide                 | (PG)      | 16302  |
| Centro | Vicopisano                | (PI)      | 8540   |
| Centro | Villa Basilica            | (LU)      | 1475   |
| Centro | Senigallia                | (AN)      | 43988  |
| Sud    | Agerola                   | (NA)      | 7660   |
| Sud    | Alessano                  | (LE)      | 6045   |
| Sud    | Benevento                 | (BN)      | 56604  |
| Sud    | Boscoreale                | (NA)      | 25792  |
| Sud    | Boscotrecase              | (NA)      | 9605   |
| Sud    | Casal Velino              | (SA)      | 5344   |
| Sud    | Castelnuovo Cilento       | (SA)      | 2825   |
| Sud    | Cerignola                 | (FG)      | 56919  |
| Sud    | Cerzeto                   | (CS)      | 1320   |
| Sud    | Corsano                   | (LE)      | 5198   |
| Sud    | Frigento                  | (AV)      | 3418   |
| Sud    | Gagliano del Capo         | (LE)      | 4863   |
| Sud    | Giffoni Sei Casali        | (SA)      | 4948   |
| Sud    | Maiori                    | (SA)      | 5343   |
| Sud    | Morciano di Leuca         | (LE)      | 3018   |
| Sud    | Napoli                    | (NA)      | 909906 |
| Sud    | Patù                      | (LE)      | 1687   |
| Sud    | Piano di Sorrento         | (NA)      | 12285  |
| Sud    | Portici                   | (NA)      | 51959  |
| Sud    | Salve                     | (LE)      | 4476   |
| Sud    | San Sebastiano al Vesuvio | (NA)      | 8609   |
| Sud    | Somma Vesuviana           | (NA)      | 33568  |
| Sud    | Tiggiano                  | (LE)      | 2795   |
| Sud    | Torre del Greco           | (NA)      | 80310  |
| Sud    | Trecase                   | (NA)      | 8522   |
| Sud    | Venafro                   | (IS)      | 10867  |
| Isole  | Alcamo                    | (TP)      | 44451  |
| Isole  | Biancavilla               | (CT)      | 22755  |
| Isole  | Buseto Palizzolo          | (TP)      | 2775   |
| Isole  | Calatafimi Segesta        | (TP)      | 6146   |
| Isole  | Carbonia                  | (SU)      | 26374  |
| Isole  | Collesano                 | (PA)      | 3724   |
| Isole  | Marineo                   | (PA)      | 6199   |
| Isole  | Villa Verde               | (OR)      | 310    |
| Isole  | Oristano                  | (OR)      | 30618  |
| Isole  | Olbia                     | (OT)      | 60450  |

### Legge di iniziativa popolare
In Italia è partita un'iniziativa di raccolta firme per una legge di iniziativa popolare. Al 28 agosto 2014, l'iniziativa ha raccolto 86.794 firme.

## Rifiuti zero nel mondo
Non mancano nel mondo esempi di attuazione di tale strategia, della città di San Francisco (San Francisco Mandatory Recycling and Composting Ordinance).